# Distretto di Rosa Panduro
Il distretto di Rosa Panduro è uno dei quattro distretti della provincia di Putumayo, in Perù. Si trova nella regione di Loreto e si estende su una superficie di 7.166,65 chilometri quadrati.
Ha per capitale la città di Santa Mercedes.